# جوزيف غوثير (سياسي)
جوزيف غوثير هو سياسي كندي، ولد في 11 مارس 1877 في مونتريال في كندا، وتوفي بنفس المكان في 27 يونيو 1934. حزبياً، نشط في حزب كيبيك الليبرالي. وقد انتخب عضو الجمعية الوطنية في كيبك ‏.